# فريدريك باي
فريدريك باي (بالدنماركية: Frederik Bay)‏ (6 أغسطس 1997 بالدنمارك - ) هو لاعب كرة قدم دانمركي في مركز الدفاع. لعب مع إف سي هيلسينجور.

## وصلات خارجية
- فريدريك باي على موقع قاعدة بيانات كرة القدم.إي يو (الإنجليزية)
- فريدريك باي على موقع Soccerway.com (الإنجليزية)
- فريدريك باي على موقع AS.com (الإسبانية)